# ألفريدو أوت
ألفريدو أوت (27 يناير 1983 بنيو أورلينز في الولايات المتحدة - ) (بالإنجليزية: Alfredo Ott)‏ هو لاعب كرة سلة أمريكي في مركز مدافع مسدد الهدف. لعب مع Basket Navarra Club ‏ وPalencia Baloncesto ‏ وCB Clavijo ‏ وIraurgi SB ‏ وWorthing Thunder ‏.

## وصلات خارجية
- ألفريدو أوت على موقع كرة السلة الأوروبية.كوم (الإنجليزية)
- ألفريدو أوت على موقع ريلجم (الإنجليزية)
- ألفريدو أوت على موقع بروبوليرز (الإنجليزية)